# Honã
Honã (português brasileiro) ou Honão (português europeu) ou ainda Henan (em chinês: 河南; romaniz.: Hénán (pinyin) ou Ho2-nan2 (Wade-Giles)) é uma província da República Popular da China. Henan é o berço da civilização chinesa Han, com mais de 3200 anos de história registada, tendo sido o centro cultural, económico e político da China até há cerca de 1000 anos.
A província de Henan alberga muitos locais de património, incluindo as ruínas da capital da dinastia Shang, Yin, e o Templo Shaolin. Quatro das oito grandes capitais antigas da China, Luoyang, Anyang, Kaifeng e Zhengzhou, situam-se em Henan. A prática do Tai Chi também começou aqui, na aldeia de Chen Jia Gou (estilo Chen), tal como os posteriores estilos Yang e Wu.
Embora o nome da província (河南) signifique "sul do rio [Amarelo]", aproximadamente um quarto da província fica a norte do rio Amarelo, também conhecido como Huang He. Com uma área de 167 000 km² (64 479 sq mi), Henan cobre uma grande parte da planície fértil e densamente povoada do Norte da China. As suas províncias vizinhas são Shaanxi, Shanxi, Hebei, Shandong, Anhui e Hubei.
Henan é a terceira província mais populosa da China, com uma população de mais de 99 milhões de habitantes em 2020. Henan é também a sétima entidade subnacional mais populosa do mundo e, se fosse um país por si só, Henan seria o 14º país mais populoso do mundo, à frente do Egipto e do Vietname. A imagem de Henan não é boa na China e as pessoas de Henan sofrem frequentemente de discriminação regional.

## Maiores cidades
| Posição | Cidade       | População |
| ------- | ------------ | --------- |
| 1       | Zhengzhou    | 4 362 800 |
| 2       | Kaifeng      | 1 877 640 |
| 3       | Luoyang      | 1 489 307 |
| 4       | Xinyang      | 1 225 467 |
| 5       | Xinxiang     | 948 165   |
| 6       | Pingdingshan | 907 311   |
| 7       | Zhumadian    | 826 514   |
| 8       | Nanyang      | 812 006   |
| 9       | Anyang       | 782 167   |
| 10      | Jiaozuo      | 725 186   |